# منتخب إستونيا لهوكي الجليد للناشئين
منتخب إستونيا لهوكي الجليد للناشئين هو ممثل إستونيا الرسمي في المنافسات الدولية في هوكي الجليد للناشئين
.